# Luis Carlos Zappelini
Luis Carlos Zappelini (Lages, 10 de abril de 1961) é um automobilista brasileiro.

## Carreira
Começou desde cedo em competições de Kart passando por velocidade em terra, Stock car e finalmente pela Formula Truck, considerado um dos melhores pilotos em pista com condições de chuva onde demonstra uma grande habilidade.

### Formula Truck
Ingressou na Formula truck em 2003 e venceu duas corridas, uma em 2005 e outro em 2008, ambas no mesmo circuito de Curitiba, Paraná.